# Scouts Valencians
Scouts Valencians és una associació escolta del País Valencià afiliada a Federación de Asociaciones Scouts de España (ASDE). Està formada per una trentena d'agrupaments escoltes d'arreu del País Valencià.